# ناوكي مياتا
ناوكي مياتا (باليابانية: 宮田 直樹) (6 نوفمبر 1987 في ماتسوموتو في اليابان – )؛ هو لاعب كرة قدم ياباني سابق كان يلعب كلاعب وسط.

## وصلات خارجية
- ناوكي مياتا على موقع رابطة كرة القدم اليابانية للمحترفين (اليابانية)
- ناوكي مياتا على موقع Soccerway.com (الإنجليزية)